# Hánýpur
Hánýpur är en bergstopp i republiken Island. Den ligger i regionen Suðurland, 140 km öster om huvudstaden Reykjavík. Toppen på Hánýpur är 1 453 meter över havet. Hánýpur ingår i Kerlingarfjöll.
Trakten runt Hánýpur är nära nog obefolkad, med mindre än två invånare per kvadratkilometer. Det finns inga samhällen i närheten. Trakten runt Hánýpur består i huvudsak av gräsmarker.